# Synelmis sinica
Synelmis sinica är en ringmaskart som beskrevs av Sun och Chen 1990. Synelmis sinica ingår i släktet Synelmis och familjen Pilargidae. Inga underarter finns listade i Catalogue of Life.